# 欧隆 (克勒兹省)
欧隆（法語：Aulon，法語發音：[olɔ̃]）是法国克勒兹省的一个市镇，位于该省西部，属于盖雷区。

## 地理
欧隆（46°4'55"N, 1°41'26"E）面积10.86 平方千米，位于法国新阿基坦大区克勒兹省，该省份为法国中部省份，位于法國中央高原西北部，北起安德尔省和谢尔省，西接维埃纳省，南至科雷兹省，东临多姆山省，东北与阿列省接壤。
与欧隆接壤的市镇（或旧市镇、城区）包括：欧热尔、塞魯、勒格朗堡、蒙泰居勒布朗、穆里尤-维埃耶维尔。

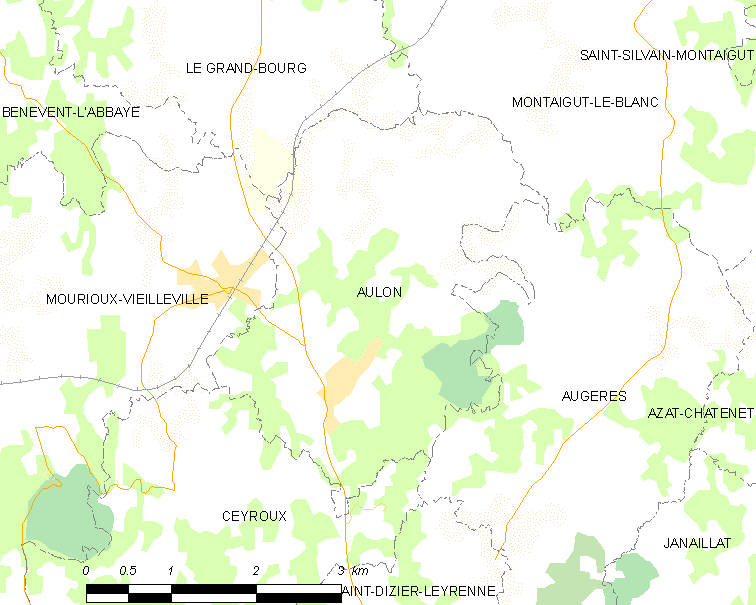
的OSM定位图

欧隆的时区为UTC+01:00、UTC+02:00（夏令时）。

## 行政
欧隆的邮政编码为23210，INSEE市镇编码为23011。

## 政治
欧隆所属的省级选区为勒格朗堡县。

## 人口

1962-2008年间人口变化图示

欧隆于2022年1月1日时的人口数量为163人。